# 余慕蓮
余慕蓮（英語：Yu Mo Lin，1937年7月4日—），原名余志雅，暱稱魚毛，前香港無綫電視合約藝員、電影甘草演員，以飾演醜婦而知名。2010年再離開無綫電視，2012年轉投香港電視，一年半後因不滿只被安排飾演丑角而賠錢解約。

## 生平
1937年7月4日，余慕蓮出生於廣州，其母鄧美美為粵語片二線女星，妹妹余志麗（藝名蓋劍奎，已故）是已故粵劇名伶任劍輝的徒弟。11歲時父母離異，余隨母从广州到香港；早年住在深水埗生活，11歲入讀小學，17歲小學畢業，為1954年聖公會諸聖小學畢業生（當時已用「余慕蓮」一名入學）。後來先獲曹達華介紹到石硤尾皇宮戲院當帶位員，再任職人人百貨、大丸及香港先施公司百貨公司售貨員，並於工餘時參加話劇團，在劇團中曾任《馴悍記》女主角。她從小培養對演藝的興趣，小時候到北河戲院觀看光藝電影公司的電影，又隨母親到電影片場觀看謝賢拍戲。1969年透過劇員覓角兼職無綫電視晨早時事節目《報曉雅集》，由此晉身電視圈。此後她已在無綫劇集演出，包括了《歡樂今宵》。在港產片全盛期余也有參與演出，例如《精裝追女仔》系列電影。
一般她都是飾演女工、傭人的角色，或者搞笑的村姑等等。通常她戲份不多，為甘草演員，而較顯著的戲份，已是在1991年的處境劇《卡拉屋企》飾演督察。因其平凡臉孔，且常飾演醜角，因而被人當作「醜婦」之代表，在對女性評頭品足時常以「仲醜過余慕蓮啦（粤语）」以譏笑對方之醜陋。但余慕蓮常稱對此並不介懷。
她在初入行時因父親與曹達華之關係被介紹至曹開設之電影院當帶位員，也因曾相約看電影，故與他短暫傳出過緋聞；因曹與她之地位懸殊，而且余甚少與其他人公開与其關係，這段緋聞一直被傳媒斷續提及。
2023年2月24日，余慕蓮和香港資深藝人黎宣和江圖一同於香港演藝人協會春茗上，獲該會頒發「傑出演藝大獎」，以表揚其多年來為香港演藝界所作出的貢獻。
2024年8月27日，余慕蓮在米雪和安德尊等人見證下立遺嘱，並表示會將遺產捐贈工業傷亡權益會，自己位於旺角的物業則會捐贈東華三院。

### 軼事
2005年1月21日晚，她在灣仔會展新翼參與由設計師鄧達智主辦的時裝天橋秀擔任壓軸模特兒，以復古打扮成為當晚天橋秀的矚目一角。記者訪問時鄧達智表示：余慕蓮是一位喜劇標誌，有社會低下層各式搞笑、引人開心的面孔，不像大牌的明星；她的逗笑模式並不霸氣，卻令觀眾不斷回味；亦因此她在兩年後的2007年1月17日晚再度被鄧邀請，當其《九龍皇帝十年回顧系列》時裝秀嘉賓，當時全場即時起哄。
2017年8月，獨身多年、80歲高齡的余慕蓮接受訪問時表示，表示曾有心儀對象，可惜還有其他人喜歡他，因此選擇於訪問中表示自己「一生渴望愛，但我冇愛」。

### 余慕蓮希望小學
2005年余慕蓮從無綫電視發給她的港幣二十萬元長期服務金（退休金）中，拿出八萬餘元到位於山區的貴州省畢節市興建一所小學，命名爲「余慕蓮希望小學」，亦是畢節市阿市鄉第一間正式小學，位於740縣道旁。

### 藝名
余慕蓮的名字，參考當年時任港督葛量洪的一只私人遊艇慕蓮夫人號。由母親為她轉名。之後，香港身份證也正名為「余慕蓮」。

## 健康問題
2020年6月30日無綫電視《東張西望》報導，息影多年的余慕蓮患有耳部疾病，後證實患有耳石症。同年8月，余因咳嗽不適入院，經診斷患有肺纖維化，留院八日治療；11月復因肺纖維化送往伊利沙伯醫院深切治療部留醫，須依賴儀器幫助呼吸。

## 部分演出作品

### 電視劇（無綫電視）
| 年 份  | 劇 名          | 角 色                                                     |
| 1970年 | 少奶奶的扇子   |                                                           |
| 1973年 | 七十三         | 賣魚勝之妹                                                |
| 1978年 | 惡人世家       | 阿 銀                                                     |
| 1978年 | 孖生姊妹       |                                                           |
| 1979年 | 楚留香         |                                                           |
| 1980年 | 風雲           |                                                           |
| 1980年 | 親情           |                                                           |
| 1981年 | 火凤凰         | 莲姐（葉秋萍家傭人）                                      |
| 1982年 | 萬水千山總是情 | 黃媽                                                      |
| 1982年 | 星塵           | 街坊（第5集）、娟姐 (第8集)                               |
| 1983年 | 神雕俠侶       | 孫婆婆                                                    |
| 1984年 | 笑傲江湖       | 四姐                                                      |
| 1985年 | 觀世音         |                                                           |
| 1986年 | 孖寶太子       |                                                           |
| 1986年 | 流氓大亨       | 宋永然家女傭                                              |
| 1987年 | 都市方程式     | 阿 蘭                                                     |
| 1988年 | 鬥氣一族       | 街 坊                                                     |
| 1988年 | 小小大丈夫     | 戴金珠                                                    |
| 1989年 | 回到唐山       | 九根嫂                                                    |
| 1989年 | 他來自江湖     | 師 奶（第26集）                                           |
| 1990年 | 人在邊緣       | 解籤人（第7集）                                           |
| 1991年 | 卡拉屋企       | 譚美美（例湯）                                            |
| 1992年 | 大賭場         | 女 姐                                                     |
| 1993年 | 大頭綠衣鬥殭屍 | 寶夫人                                                    |
| 1994年 | 小李飛刀       | 奶 媽                                                     |
| 1994年 | 餐餐有宋家     | 劉連飄香                                                  |
| 1994年 | 新重案傳真     | 阿 英                                                     |
| 1994年 | 金毛獅王       | 王難姑                                                    |
| 1995年 | 刑事偵緝檔案II | 珠 姐                                                     |
| 1995年 | 刀馬旦         | 通緝女子                                                  |
| 1995年 | 前世冤家       | May                                                       |
| 1995年 | 真情           | 沈莎莎                                                    |
| 1996年 | 西遊記         | 女兒國御醫                                                |
| 1996年 | 900重案追兇    | 月 姐                                                     |
| 1997年 | 大鬧廣昌隆     | 問米婆                                                    |
| 1997年 | 鑑證實錄       | 三 姐                                                     |
| 1998年 | 天龍八部       |                                                           |
| 1998年 | 烈火雄心       | 蔡杏花                                                    |
| 1999年 | 金玉滿堂       | 孫勉良之母                                                |
| 1999年 | 創世紀         | 芬姐（第3集）、金姐（第6集）                              |
| 1999年 | 刑事偵緝檔案IV | 金 姐                                                     |
| 1999年 | 鑑證實錄II     | 娥 姐                                                     |
| 2000年 | 男親女愛       | 姑 婆                                                     |
| 2000年 | 十月初五的月光 | 唐美鳳                                                    |
| 2001年 | FM701          | 尼 姑（第64集）                                           |
| 2001年 | 美味情緣       | 盲 婆                                                     |
| 2001年 | 公私戀事多     | 芳                                                        |
| 2001年 | 肥婆奶奶扭計媳 | 包家六姐（在2012年於翡翠台播映）                          |
| 2001年 | 皆大歡喜       | 王大媽                                                    |
| 2001年 | 酒是故鄉醇     | 大妗姐（第7集）                                           |
| 2002年 | 烈火雄心II     | 女房東（第34集）                                          |
| 2002年 | 鄭板橋         | 村 民（在2007年於翡翠台播映）                             |
| 2002年 | 談判專家       | 卓小冰                                                    |
| 2002年 | 皆大歡喜       | 阿 婆（第291集）／小芙蓉（第306-307集）／大 嬸（第316集） |
| 2002年 | 流金歲月       | 容 姐                                                     |
| 2002年 | 駁命老公追老婆 | 娥 姐（在2011年於翡翠台播映）                             |
| 2002年 | 戇夫成龍       | 大妗姐（第2集）                                           |
| 2003年 | 皆大歡喜       | 李爱（爱姐）                                              |
| 2003年 | 花樣中年       | 阿 婆                                                     |
| 2003年 | 黑夜彩虹       | 秘 書                                                     |
| 2003年 | 衝上雲霄       | 三 嬸（第27集）                                           |
| 2003年 | 西關大少       | 鍾老師                                                    |
| 2004年 | 烽火奇遇結良緣 | 穩 婆                                                     |
| 2004年 | 翡翠戀曲       | 霞 姐                                                     |
| 2004年 | 天涯俠醫       | 金 姑                                                     |
| 2004年 | 棟篤神探       | 蓮 姐                                                     |
| 2005年 | 開心賓館       | 英 姐                                                     |
| 2005年 | 我外母唔係人   | 街 坊                                                     |
| 2006年 | 施公奇案       | 居 民                                                     |
| 2006年 | 高朋滿座       | 六 婆                                                     |
| 2006年 | 火舞黃沙       | 春分母親                                                  |
| 2006年 | 鳳凰四重奏     | 職 員                                                     |
| 2006年 | 東方之珠       | 連 姐                                                     |
| 2006年 | 滙通天下       | 鄭 嫂                                                     |
| 2006年 | 飛短留長父子兵 | 好 姑                                                     |
| 2006年 | 刑事情報科     | 芳 姐                                                     |
| 2007年 | 天機算         | 吉祥嫂                                                    |
| 2007年 | 師奶兵團       | 湯 婆                                                     |
| 2007年 | 學警出更       | 涼茶鋪老闆                                                |
| 2007年 | 蘭花刼         | 言家傭人（海外首播，2017年翡翠台首播）                    |
| 2008年 | 千謊百計       | 六 姐                                                     |
| 2008年 | 與敵同行       | 娟 姐                                                     |
| 2008年 | 搜神傳         | 龍婆婆                                                    |
| 2009年 | 畢打自己人     | 張師奶                                                    |
| 2010年 | 搜下留情       | 雷九妹                                                    |
| 2010年 | 情越雙白線     | 李三鳳                                                    |
| 2010年 | 天天天晴       | 煥 姐                                                     |
| 2017年 | 賭城群英會     | 三 姑                                                     |

### 電視劇（香港電台）
| 年 份  | 劇 名    | 角 色 |
| 1974年 | 獅子山下 |       |
| 1997年 | 法門     |       |

### 電視劇（麗的電視）
| 年 份  | 劇 名    | 角 色 |
| 1975年 | 十大奇案 |       |

### 電視劇（香港電視）
| 年 份  | 劇 名          | 角 色  |
| 2014年 | 警界線         | 俞七喜 |
| 2015年 | 我阿媽係黑玫瑰 | 白婆婆 |
| 2015年 | 導火新聞線     | 恆母   |
| 2015年 | 驚異世紀       | 包租婆 |

### 電視劇（ViuTV）
| 年 份  | 劇 名    | 角 色      |
| 2018年 | VR驅魔人 | 皮蛋王外婆 |
| 2018年 | Plan B   | -          |
| 2019年 | 詭探前傳 | 張婆婆     |

### 電影
| 年 份  | 劇 名               | 角 色        |
| 1984年 | 全家福              |              |
| 1985年 | 小狐仙              |              |
| 1985年 | 錯點鴛鴦            |              |
| 1986年 | 一世好命            | 舞廳陪酒女   |
| 1987年 | 呷醋大丈夫          |              |
| 1987年 | 精裝追女仔          |              |
| 1988年 | 褲甲天下            | 垃圾婆       |
| 1988年 | 公子多情            | 高佬偉愛人   |
| 1988年 | 鬼掹腳              | 四嬸         |
| 1989年 | 老虎出監            |              |
| 1990年 | 開心鬼救開心鬼      |              |
| 1990年 | 笑星撞地球          | 贊助商       |
| 1991年 | 整蠱專家            | 朱先生的前妻 |
| 1992年 | 草莽英雌            | Sister Molin |
| 1993年 | 新人皮燈籠          |              |
| 1993年 | 紙盒藏屍之公審      | 清潔工人     |
| 2011年 | 我愛HK開心萬歲      |              |
| 2011年 | 猛男滾死隊          | 朱姑娘       |
| 2012年 | 2012我愛HK 喜上加囍 |              |
| 2012年 | 八星抱喜            |              |
| 2012年 | 一路向西            |              |
| 2013年 | 爛滾夫鬥爛滾妻      |              |
| 2015年 | 吉星高照2015        |              |
| 2016年 | 惡人谷              | 闊太         |
| 2016年 | 我老婆係明星        |              |
| 2021年 | 濁水漂流            | 開姐         |

### 廣播劇（香港電台）
| 年 份  | 劇 名                     | 角 色 |
| 2003年 | 朝朝早劇場 《黃昏的童話》 | 王愛  |

### 其他演出
- 雙星報喜（1971年-1972年）（無綫電視）
- 歡樂今宵（1979年）（無綫電視）
- 點解咁好笑（1988年）（無綫電視）
- 向世界出發第三輯（2008年）（無綫電視）

## 外部連結
- 靚過余慕蓮，明報2007年3月4日。
- 寶珠姐祭余慕蓮胞妹 蘋果日報
- 余慕蓮在互联网电影资料库（IMDb）上的資料（英文）
- 余慕蓮在香港影庫上的簡介
- 余慕蓮在豆瓣上的资料（简体中文）
- 余慕蓮在时光网上的簡介（简体中文）